# شبه جزيرة ميشيغان العليا
شبه جزيرة ميشيغان العليا (بالإنجليزية: Upper Peninsula of Michigan)‏ كما تُعرف باسم ميشيغان العليا هو الجزء الشمالي من الشطرين البريين اللذين يقسمان ولاية ميشيغان الأمريكية. تطل من الشمال على بحيرة سوبيريور، وتطل من جهة الشرق على نهر سانت ماريز، أما من جهة الجنوب الشرقي فتطل على كل من بحيرة ميشيغين وبحيرة هرون، فيما يحدها من جهة الجنوب الغربي براً ولاية ويسكونسن.
تمثل شبه الجزيرة العليا 29% من مساحة ميشيغان، بيد أنه لا يعيش فيها سوى 3% من سكانها. تنحدر أصول الكثير من سكان شبه الجزيرة ولا سيما أولئك القاطنين لشبه جزيرة كيويناو إلى المهاجرين الكنديين الفرنسيين والفنلنديين والسويديين والكورنيين والإيطاليين الذين كانوا قد هاجروا للمنطقة للعمل في المناجم وصناعة الأخشاب المنشورة. يوجد في شبه الجزيرة المقاطعات الوحيدة التي يتتبع أكبر فئاتها السكانية أصولهم إلى فنلندا.

## وصلات خارجية
- خريطة لمقاطعات شبه الجزيرة العليا والتقسيمات المدنية الصغرى(بالإنجليزية)
- مكتبة كلارك التاريخية، جامعة ميشيغان الوسطى، مراجع حول ميشيغان (مرتبة تبعاً للمقاطعات والمناطق) (بالإنجليزية)
- مراقب ساحل البحيرات العظمى (بالإنجليزية)
- موقع وزارة ولاية ميشيغان للموارد الطبيعية (بالإنجليزية)